# Yacher Zinken
Yacher Zinken ist ein Naturschutzgebiet mit ergänzendem Landschaftsschutzgebiet im Naturraum Hochschwarzwald in Baden-Württemberg.

## Geographie
Das Naturschutzgebiet liegt auf dem Gebiet der Stadt Elzach im Landkreis Emmendingen in Baden-Württemberg und südöstlich der Kernstadt Elzach.
Das Naturschutzgebiet umfasst hauptsächlich die beiden Seitentäler Vorderzinken und Hinterzinken im Talsystem des Yachbachs. Der Südrand grenzt unmittelbar an das Naturschutzgebiet Kostgefäll; die Grenzlinie folgt dem Bergkamm, dem der Zweitälersteig und der Yacher Höhenweg folgt, mit dem Braunhörnle (1134 m ü. NHN) als höchster Erhebung. Das Naturschutzgebiet Rohrhardsberg-Obere Elz folgt südöstlich im Bereich des Rohrhardsbergs (1153,2 m ü. NHN).
Das Landschaftsschutzgebiet umschließt das Naturschutzgebiet im Norden, Westen und Süden. Es dient zur Sicherung und Ergänzung des NSG. Im Osten grenzt das LSG Talschwarzwald-Obere Elz an.

## Steckbrief
Beide Gebiete wurde durch Verordnung des Regierungspräsidiums Freiburg vom 2. Oktober 2006 ausgewiesen.
Das NSG mit der Schutzgebietsnummer 3.274 hat eine Fläche von 873 Hektar und ist in die IUCN-Kategorie IV, ein Biotop- und Artenschutzgebiet, eingeordnet. Die WDPA-ID lautet 378387 und entspricht dem europäischen CDDA-Code und der EUNIS-Nummer.
Das LSG mit der Schutzgebietsnummer 3.16.019 ist 623 Hektar groß, Die WDPA-ID lautet 320409.
Der Schutzzweck „ist die Erhaltung eines großflächigen überwiegend bewaldeten Gebietes
1. mit einem arten- und strukturreichen Mosaik aus unterschiedlichen Lebensräumen wie Weiden, Mager- und Feuchtwiesen, Niedermoore, naturnahe Wälder, Felsen und Blockhalden;
  - als kulturhistorisches Dokument der Reutbergwirtschaft mit Besenginsterweiden und unterschiedlichen Stadien der Waldsukzession;
  - als Lebensraum einer Vielzahl gefährdeter, zum Teil vom Aussterben bedrohter Tier- und Pflanzenarten;
  - als verkehrs-, siedlungs- und störungsarmer Bereich.
2. Schutzzweck des Naturschutzgebietes ist auch
  - die Erhaltung der Lebensraumtypen der FFH-Richtlinie wie artenreiche Borstgrasrasen, Schlucht- und Hangmischwälder sowie Erlen- und Eschenwälder an Fließgewässern (prioritäre Lebensräume) sowie außerdem feuchte Hochstaudenfluren, magere Flachland- und Berg-Mähwiesen, Silikatschutthalden, Silikatfelsen und ihre Felsspaltenvegetation, Pionierrasen auf Silikatfelskuppen und Hainsimsen-Buchenwald;
  - die Erhaltung der Arten des Anhangs I der Vogelschutz-Richtlinie wie Raufußkauz, Sperlingskauz, Auerhuhn, Haselhuhn, Wanderfalke, Neuntöter, Mittelspecht, Schwarzspecht und Dreizehenspecht und ihrer Habitate.“

## Geologie
Der Gesteinsuntergrund besteht überwiegend aus Gneis, meist Paragneis. Orthogneis liegt im Bereich des Braunhörnles vor und im oberen Teil des Vorderzinken ist es Granit (Triberger Granit). In der nördlichen Hälfte sind öfters Porphyrgänge eingeschoben.